# Helen Tobias-Duesberg
Helen Tobias-Duesberg (Suure-Jaani, Estonia, 11 de junio de 1919 – Savannah, Estados Unidos, 4 de febrero de 2010) fue una compositora estadounidense de origen estonio.

## Biografía
Helen Tobias nació en Suure-Jaani, Estonia el 11 de junio de 1919. Tobias fue la hija menor del compositor estonio Rudolf Tobias, y nació siete meses después de la muerte de éste. Estudió composición en el Conservatorio de Tallin, bajo la tutela de Artur Kapp y Heino Eller. Se  graduó como organista en 1943. Posteriormente, estudio en la Universidad de Berlín con el compisitor Hermann Grabner y el organista Fritz Heitmann como profesores.
Durante la Segunda Guerra Mundial, conoció a su futuro esposo, William Duesberg, un periodista que fue encarcelado por escribir crónicas críticas con la dictadura de Adolf Hitler. Poco después de la guerra, Duesberg murió de un ataque al corazón en un tribunal de Stuttgart mientras se preparaba para testificar contra criminales de guerra nazis.
Tobias-Duesberg se trasladó de Estonia a los Estados Unidos en 1951. Comenzó a componer y hacer conciertos en diferentres esglesias de Nueva York. Compuso obras de cámara, vocales y sinfónicas, muchas de ellas Requiem. Tambiés compuso para orquestas, coros y solos. Durante el movimiento por los derechos civiles, tocó el órgano para la Iglesia Baptista de Harlem cuando el reverendo Martin Luther King Jr. habló como reverendo invitado.
Mientras tanto, compuso sonatas para violín y violonchelo, cuartetos de cuerda, concertos y un largo rango de obras corales. Sus composiciones fueron interpretados en conciertos de gran nivel en Estados Unidos, Canadá, Europa así como también en los festivales de Aspen, Ravinia y Spoleto.
Durante una reacción cultural contra la música clásica en las décadas de 60 y 70, el director de orquesta estadounidense Leonard Bernstein describió a Tobias-Duesberg como una compositora que "se atreve a ser original y musical al mismo tiempo, mientras todos los hombres corren por ahí escribiendo intelectuales".

## Obra seleccionada
Orquestal
- Ballaade orkestrile (Balada de folk estonio y careliano) para orquesta

Concertante
- Concert Piece para violonchelo y orquesta de cámara

Música de cámara
- Koraal-prelüüdid para violín, violonchelo y piano
- Sexteto para metal
- Sonata para violín y piano
- Sonata in G para violonchelo y piano
- Cuarteto de cuerda No. 2
- Trio para violín, flauta y piano
- Trio in C para violín, viola (o violonchelo) y piano

Piano
- Classical Suite
- Parafraas eesti rahvalaulude viisidele (Preludio de canciones de folk estonios)
- 4 Preludios

Vocal
- Sa tulid nagu päikene para voz y piano

Coral
- Missa brevis para coro mixto y acompañamiento de teclado
- Psalm 102 para coro mixto y órgano
- Requiem para coro femenino y acompañamiento de teclado
- Vaimulik õhtu-muusika (Servicio sacro de tarde) para coro mixto, barítono, soprano y órgano